# ستيوارت جونز (لاعب كريكت)
ستيوارت جونز (24 يناير 1929 في نيوزيلندا - ) (بالإنجليزية: Stuart Jones)‏ هو لاعب كريكت نيوزلندي.

## وصلات خارجية
- ستيوارت جونز على موقع إي آس بي آن كريك إنفو (الإنجليزية)